# Anna van Royen
Anna van Royen (getauft 28. September 1707 in Amsterdam; begraben 7. Januar 1749 ebenda) war eine niederländische Zeichnerin.

## Leben
Anna van Royen wurde am 28. September 1707 in Amsterdam geboren. Sie war die Tochter des Malers Willem van Royen (1672–1742) und Anna van Aken (ca. 1674–1714). Sie hatte zwei ältere Schwestern Maria Cornelia (geb. 1703) und Barbara (1705–1766). Als Anna van Royen zehn Jahre alt war, starb ihre Mutter. Ein Jahr später heiratete ihr Vater Barendje Kist. Von ihrem Vater, einem kleinen Kunsthändler, der zugleich Maler war und Schüler des Vogelmalers Melchior de Hondecoeter lernte Anna van Royen das Zeichnen. Um 1700 fertigte er für Petronella Oortmans Puppenhaus einen Kaminsims mit Vögeln in einem Park an.
Zwischen Anna van Royen und Catharina van Hunthum, die aus einer wohlhabenden Familie stammte und bei dem Vater von Anna van Royen Zeichen- und Malmaterial kaufte, bestand eine Freundschaft. Aus der dreizehn Jahre dauernden Korrespondenz sind die Briefe von Catharina an Anna van Royen erhalten geblieben. Der älteste bekannte Brief stammt vom 5. September 1726. In dem Brief wird Anna van Royen von Catharina van Hunthum gebeten, in das Landhaus der Familie Hunthum nach Sluysna zu kommen, und ihr Bleistifte mitzubringen. Diese Lieferungen müssen regelmäßig stattgefunden haben. Anna van Royen hat regelmäßig in Sluysna übernachtet, immer mit dem von der Familie Van Hunthum bestelltem Zeichenmaterial. Zeichenunterricht an einer angesehenen Schule und auch zu Hause gab Anna van Royen um 1734. Dabei schien Catharina van Hunthum ein wenig eifersüchtig auf die Aufmerksamkeit gewesen zu sein, die Van Royen ihren Schülerinnen entgegengebracht hat. Im Winter lebte die Familie Hunthum in der Stadt und Catharina Van Hunthum besuchte dann manchmal Anna Van Royen. Aus ihren Beschreibungen dieser Besuche geht hervor, dass Anna van Royen auch Fächer malte.
Am 15. Mai 1740 heiratete Anna van Royen in Amsterdam Hendrik Krabbee (1714–1755) einem Farbenmakler, der eine Färberei am Gasthuismolensteeg betrieb und mit Catharinas Bruder, Pieter van Hunthum, befreundet war. Zu dem Zeitpunkt war Anna van Royen 32 Jahre alt und Hendrik Krabbee 25. Sie gaben dabei jedoch an 20 bzw. 26 Jahre alt zu sein. Catharina van Hunthum war bei Annas Hochzeit nicht anwesend. Sie hat jedoch Glückwünsche aus Sluysna geschickt. Der letzte Brief von Catharina van Hunthum stammt aus demselben Jahr 1740. Anna van Royen gab weiterhin Zeichenunterricht, bis sie 1741 schwanger wurde. Das Paar hatte vier Töchter, Anna (1741), Elisabet (1744), Sara (1745) und Susanna (1747). Bei der Geburt ihrer fünften Tochter starb Anna van Royen. Sie wurde am 7. Januar 1749 in der Nieuwe Kerk begraben, „mit dem totgeborenen Kind im Sarg bei seiner Mutter“.
Catharina van Hunthum starb 1761 und hinterließ ihrer Lebensgefährtin Barbara van Royen, Annas Schwester, ein beträchtliches Erbe. Barbara van Royen wiederum vermachte einen großen Teil ihres Erbes den vier überlebenden Töchtern ihrer Schwester Anna.
Anna van Royen fertigte Federzeichnungen nach Radierungen und alten Meistern an, beispielsweise eine Kopie von „Varkens“ von Karel Dujardin aus dem Jahr 1728. Bei einer Auktion im Jahr 1773 des Leidener Kunstsammlers Johan Aegidiuszn. van der Marck wurde in Amsterdam eine Zeichnung von ihr versteigert „Ein toter Wiedehopf, der auf einem Stein liegt“. Es sind von Anna van Royen keine Werke bekannt.